# Пантічеу (комуна)
Пантічеу (рум. Panticeu) — комуна у повіті Клуж в Румунії. До складу комуни входять такі села (дані про населення за 2002 рік):
- Диржа (246 осіб)
- Кетеліна (107 осіб)
- Кублешу-Сомешан (502 особи)
- Пантічеу (763 особи)
- Серата (383 особи)

Комуна розташована на відстані 350 км на північний захід від Бухареста, 29 км на північ від Клуж-Напоки.

## Населення
За даними перепису населення 2002 року у комуні проживала 2001 особа.
Національний склад населення комуни:
| Національність | Кількість осіб | Відсоток |
| -------------- | -------------- | -------- |
| румуни         | 1706           | 85,3%    |
| цигани         | 210            | 10,5%    |
| угорці         | 84             | 4,2%     |
| німці          | 1              | < 0,1%   |

Рідною мовою назвали:
| Мова      | Кількість осіб | Відсоток |
| --------- | -------------- | -------- |
| румунська | 1836           | 91,8%    |
| циганська | 85             | 4,2%     |
| угорська  | 80             | 4,0%     |

Склад населення комуни за віросповіданням:
| Релігія            | Кількість осіб | Відсоток |
| ------------------ | -------------- | -------- |
| православні        | 1625           | 81,2%    |
| п'ятдесятники      | 134            | 6,7%     |
| реформати          | 63             | 3,1%     |
| греко-католики     | 31             | 1,5%     |
| баптисти           | 25             | 1,2%     |
| не релігійні       | 14             | 0,7%     |
| римо-католики      | 6              | 0,3%     |
| адвентисти         | 2              | 0,1%     |
| не вказали релігію | 14             | 0,7%     |